# Holotrichia inducta
Holotrichia inducta är en skalbaggsart som beskrevs av Walker 1859. Holotrichia inducta ingår i släktet Holotrichia och familjen Melolonthidae. Inga underarter finns listade i Catalogue of Life.